# Sint-Pauluskerk (Kortrijk)
De Sint-Pauluskerk is een kerkgebouw en voormalige parochiekerk in de Belgische stad Kortrijk. Ze staat in de Lange Muntewijk en was toegewijd aan Antonius van Padua. De kerk werd op 1 juli 2010 ontwijd. Minister Geert Bourgeois ondertekende op 30 maart het ministerieel besluit tot opheffing van de kerk Heilige Paulus te Kortrijk met ingang van 1 juli 2010. De bisschop had de minister hiertoe op 4 maart verzocht.
Sinds 1 januari 2011 is de voormalige Sint-Pauluskerk eigendom van de stad Kortrijk. Het stadsbestuur besliste de voormalige kerk in te zetten voor ontmoetingsactiviteiten en kleine podiumvoorstellingen. In het gebouw bevindt zich daarnaast ook een buurtbibliotheek.

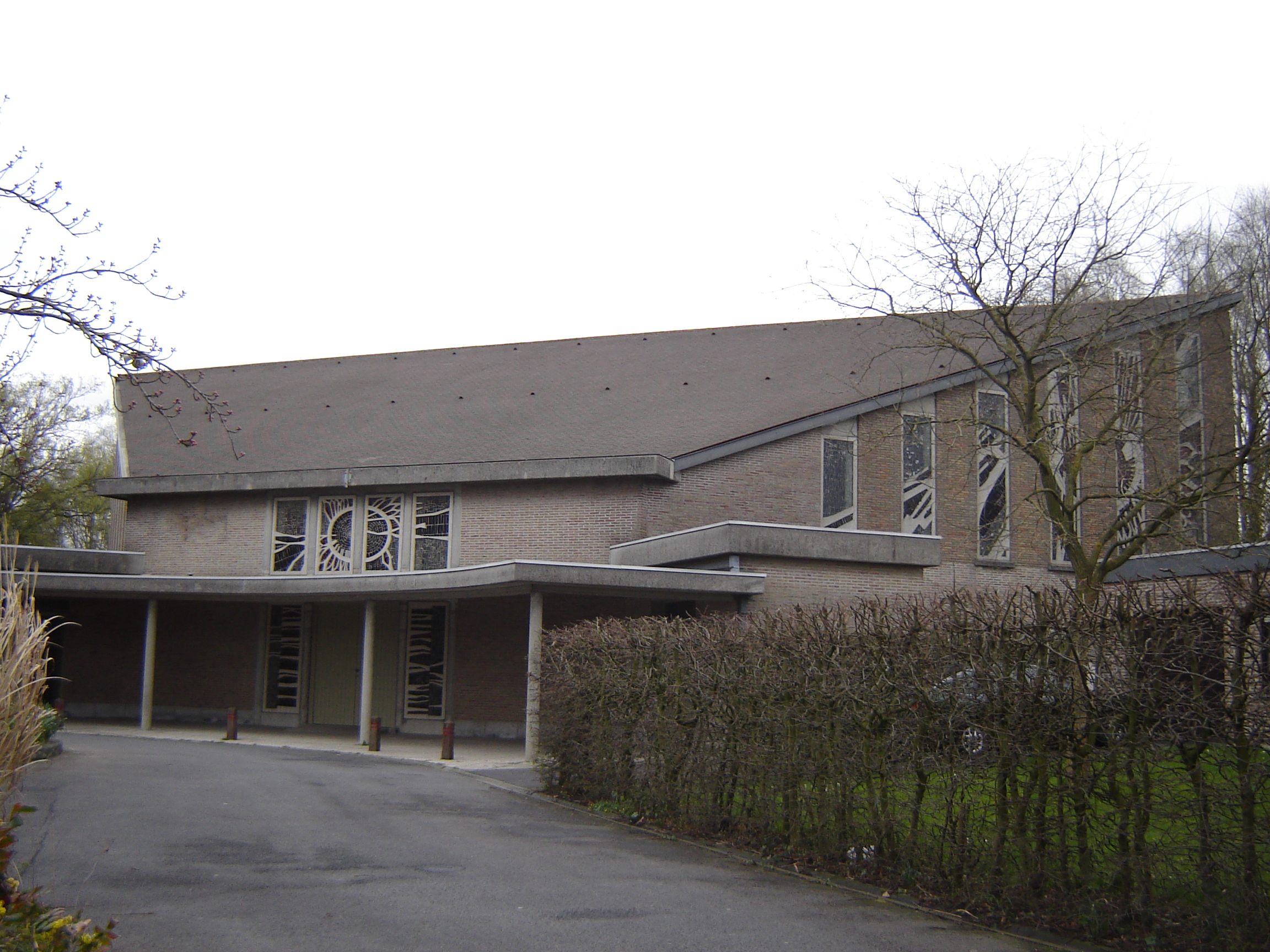
Hoofdingang van de voormalige Sint-Pauluskerk
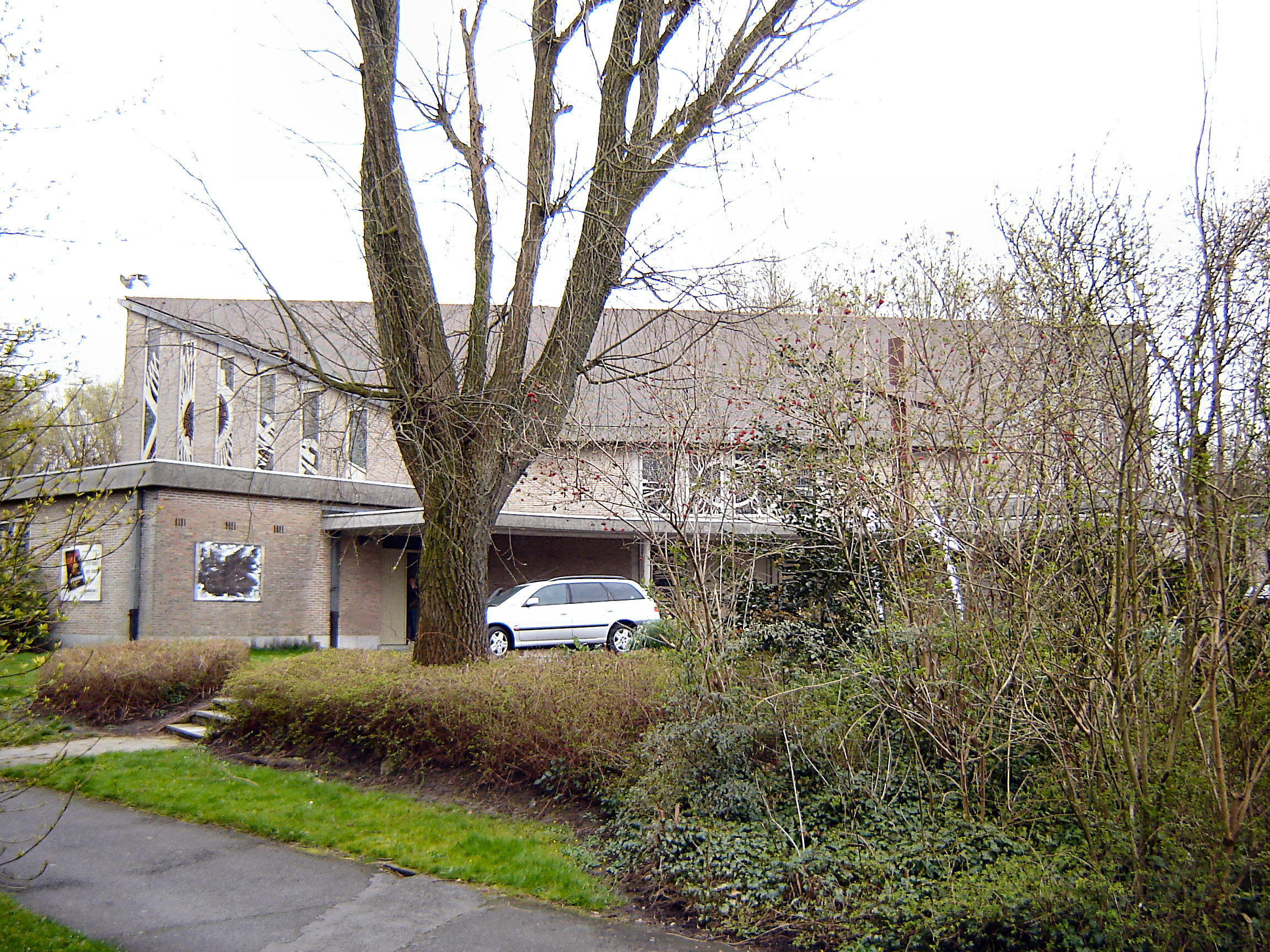